# Wein (Familienname)
Wein ist ein deutscher Familienname.

## Herkunft und Bedeutung
Weinn ist ein Berufsname und bezieht sich auf den Weinbauer, Winzer, Weinhändler oder Weinschenk.

## Varianten
- Weinbauer, Weinbörner, Weinbrenner, Weingartner, Weingärtner, Weinmann, Weinmeister, Weinmeyer, Weinschenk, Weinschenck

## Namensträger
- Aloys Wein (1907–1998), deutscher Kunstmaler
- Bernhard Wein (1908–1981), deutscher Ingenieur Architekt und Stadtbaurat von Wolfenbüttel
- Christian Wein (* 1979), deutscher Hockeyspieler
- Claudia Wein (* 1958), deutsche Politikerin (CDU), Ärztin und Kirchenälteste
- Daniel Wein (* 1994), deutscher Fußballspieler
- Dezső Wein (1873–1944), ungarischer Turner
- Franz Wein (1884–1954), deutscher Verwaltungsjurist
- Georg Wein (Maler) (1827–1891), deutscher Maler
- Georg Wein (Politiker) (1893–1945), deutscher Politiker
- George Wein (1925–2021), US-amerikanischer Jazz-Musiker und Impresario
- Hermann Wein (1912–1981), deutscher Philosoph
- Horst Wein (1941–2016), deutscher Hockeynationalspieler und -trainer
- Joyce Wein (1928–2005), US-amerikanische Musikmanagerin
- Jürgen Wein (* 1938), deutscher Hockeyspieler
- Kurt Wein (1883–1968), deutscher Botaniker
- Len Wein (1948–2017), US-amerikanischer Comicautor
- Martin Wein (Journalist, 1925) (1925–2010), deutscher Journalist, Autor und Übersetzer
- Martin Wein (Journalist, 1975) (* 1975), deutscher Journalist und Autor
- Yossi Wein, (1947–2015), polnisch-israelischer Kameramann und Filmregisseur